# Poncione di Ganna
Il Poncione di Ganna (in lombardo Poncion) è una montagna delle Prealpi Varesine alta 993 m s.l.m. È interamente compreso nel territorio della Lombardia, in Provincia di Varese, nei territori dei comuni di Valganna e Cuasso al Monte.

## Descrizione
Si tratta di una vetta molto caratteristica, dall'aspetto di "corno" facilmente riconoscibile nelle belle giornate da chi risale l'A8 in direzione di Varese, nel tratto tra le uscite di Castronno e Gazzada.
Sulla sua panoramica sommità, da cui si domina la Valganna, è stata posta il 4 aprile 1954 una croce costruita nel 1914.
L'ascensione classica ha come punto di partenza l'Alpe Tedesco (frazione di Cuasso al Monte), dal quale un comodo sentiero si biforca sotto la cima in un itinerario ripido, con qualche roccetta (I grado - T3), e in uno più semplice e graduale (T2). Un terzo sentiero, con medesima partenza, sfrutta invece interamente la cresta nord-ovest con diversi passaggi d'arrampicata parzialmente esposti (II-III grado - T4) ed è riservata ad escursionisti esperti.